# Tundră alpină

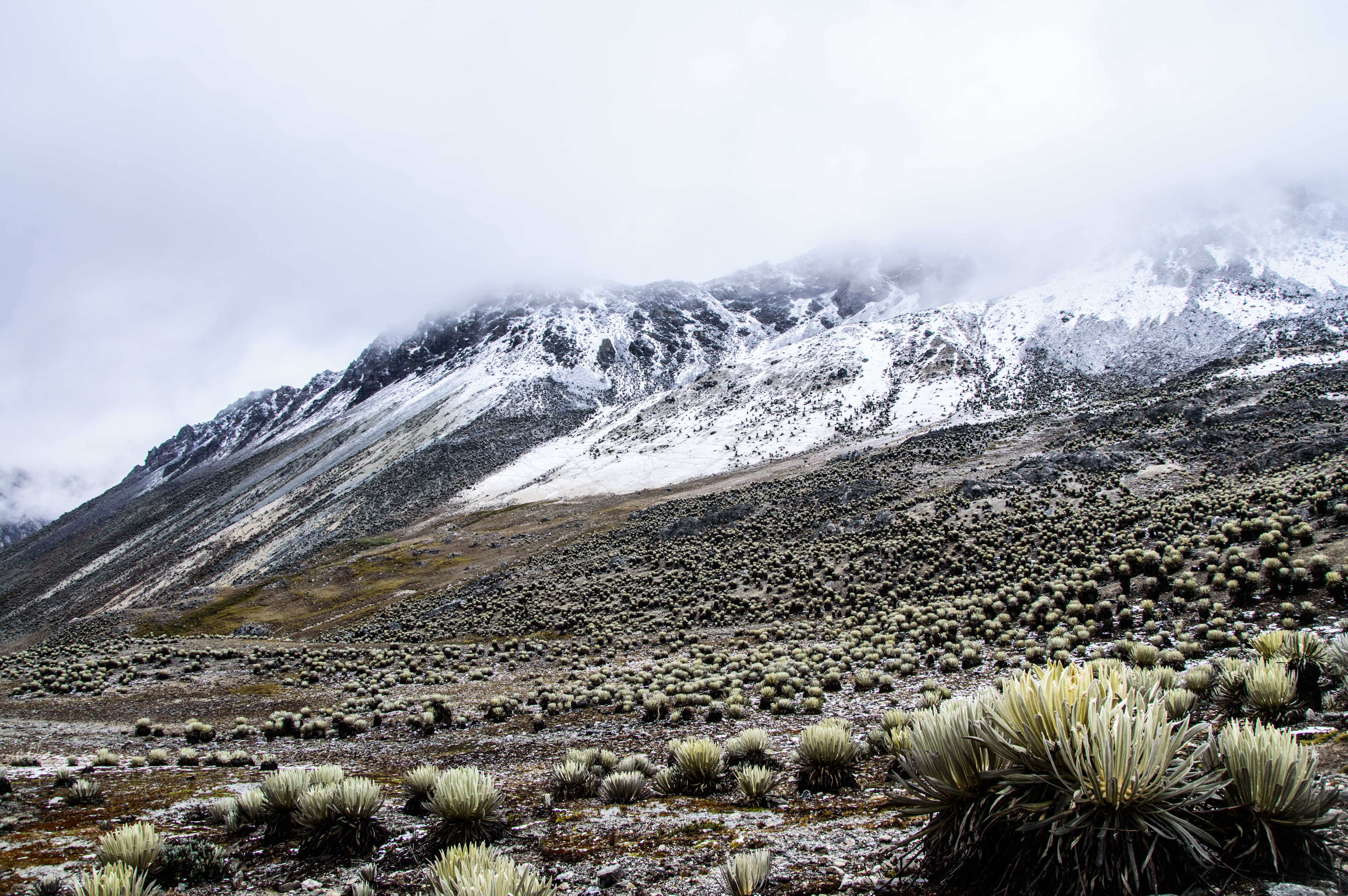
Tundra alpină în Anzii venezueleni

Tundra alpină este un tip de biom sau de regiune naturală situat la o altitudine prea mare pentru a avea condiții de creștere și dezvoltare a arborilor. Altitudinea ridicată cauzează un climat advers, care este prea rece și prea vântos pentru a permite creșterea acestora.
Tranziția de la zona pădurilor sub-alpine la tundra alpină, în pădurile subalpine de sub linia arborilor, în ecotonul respectiv, sunt cunoscute sub termenul german de „Krummholz” (aproximativ „lemn contorsionat”). Pe măsură ce altitudinea crește, acest ecoton pădure subalpină-tundră alpină se termină undeva la linia zăpezii, limita la care zăpada și gheața persistă și în timpul verii.
Tundra alpină există în munții din întreaga lume. Flora tundrei alpine este caracteriztă de soiuri ierboase, rezistente la biotemperatura locului (apropiată de punctul de îngheț al apei), tufișuri, anumite plante suculente (în zonele climatelor de tip arid sau semiarid de mare altitudine) și conifere pitice, de tipul jnepenilor, toate de înălțime joasă și foarte joasă. Climatul tundrei alpine are mai multe cauze, printre care lipsa efectului de seră este esențial. Din acest punct de vedere, climatul tundrei alpine este foarte asemănător climatului polar.

## Geografie

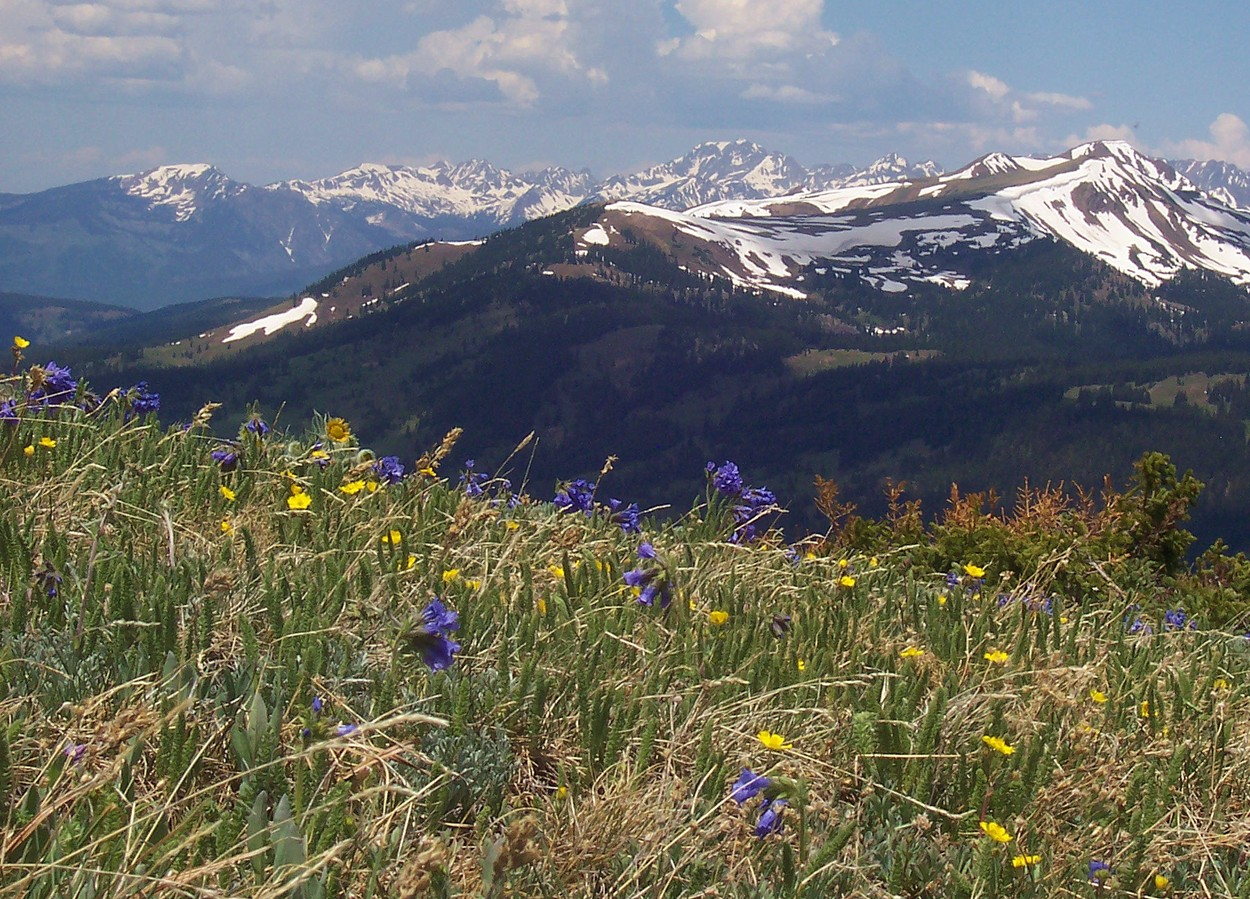
Tundră alpină — Copper Mountain, în statul american Colorado

Tundra alpină există la altitudini ridicate, indiferent de longitudine și latitudine sau emisferă geografică. Porțiuni însemnate ale ecoregiunilor caracterizate de prezența aproape totală a plantelor de tipul ierburilor montane, din întreaga lume, includ și biomul tundrei alpine. 
Întinse porțiuni de tundră alpină se regăsesc în munții Himalaya din Asia, Cordillerele din America de Nord și de Sud, munții Alpi, Scandinaviei, Pirinei și Carpați ai Europei, respectiv în Caucaz, munții Marelui Rift din Africa, precum și pe porțiuni însemnate ale Platoului Tibetului.
Tundra alpină ocupă înălțimile ridicate ale multor lanțuri montane, pantele vârfurilor, platourile și platformele alpine, precum și muchiile montane deasupra liniei arborilor. Adesea, linia copacilor se formează la altitudini mai ridicate pe fețele munților îndreptate spre ecuator.
Prezența tundrei alpine doar în zonele montane face ca acest biom, spre deosebire de tundra de latitudine, să fie prezent pe toate variațiunile terenului montan, indiferent de este pietros, are fracturi, conține văi și muchii, teren acoperit de zăpadă și gheață, dar are și însemnate porțiuni de teren plat din punct de vedere topografic.

## Climat

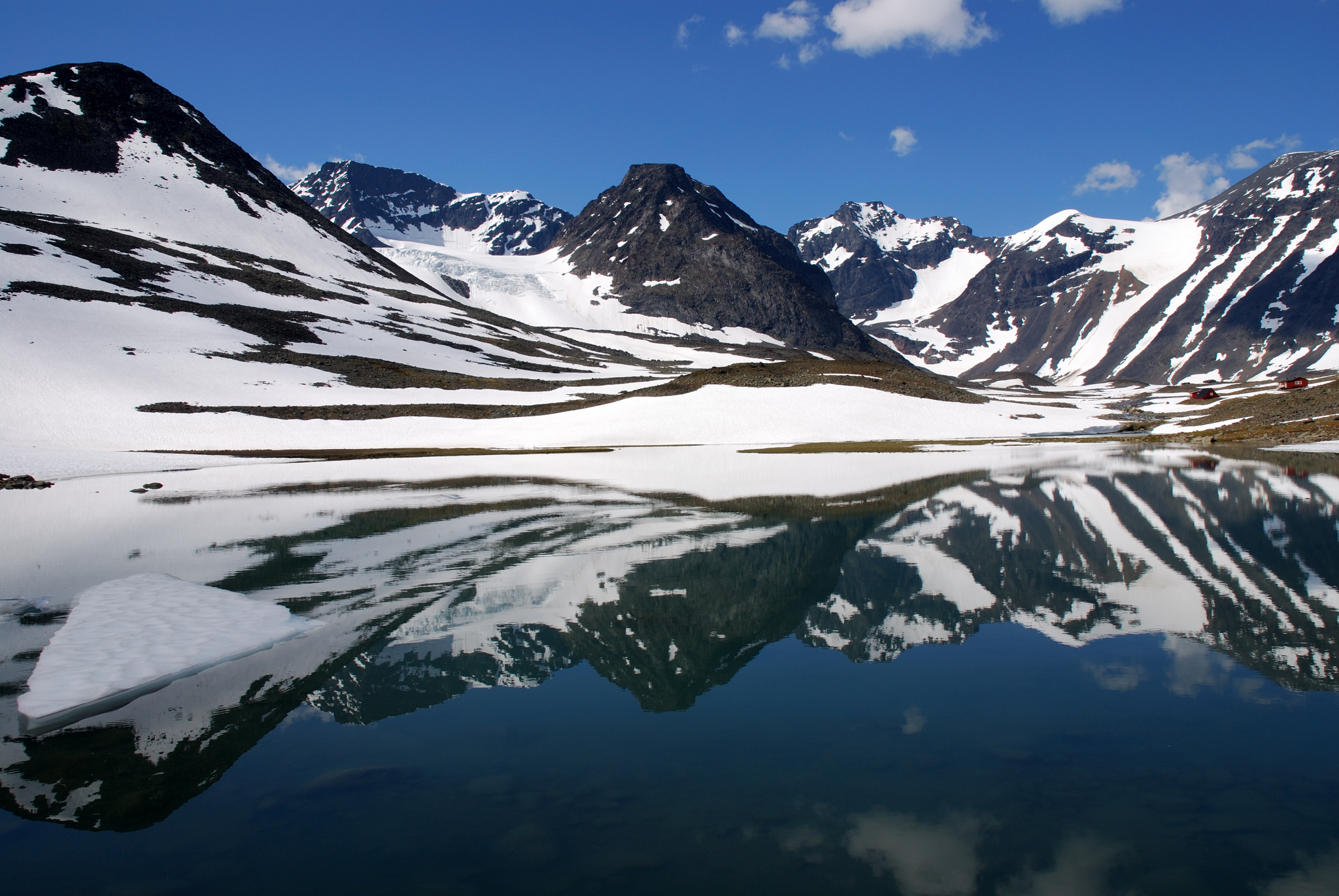
Vara în Valea Tarfala din nordul Suediei, unde climatul dominant este cel alpin

Climatul alpin este climatul cel mai des întâlnit în cazul tundrei alpine. La altitudini ridicate, climatul devine din ce în ce mai aspru, asemănându-se de multe ori climatului polar, cu mențiunea că aerul devine din ce în ce mai rarefiat, ceea ce determină varii probleme.
În acest climat, aerul are tendința de a deveni din ce în ce mai rece, pe măsură ce se dilată, din cauza destinderii adiabatice pe care îl suferă. Variația sa adiabatică este de aproximativ 10 °C per km pentru altitudine. De aceea, deplasarea pe verticală pe un munte cu 100 m echivalează formal cu deplasarea spre pol (depinzând de emisferă) cu circa  80 kilometri (sau 0,75° de latitudine). Această echivalare este doar una aproximativă și informativă, întrucât factorii locali, precum apropierea de mare sau de ocean, umiditatea relativă a aerului, vânturile și orientarea pantelor, pot contribui la modificarea drastică a climatului. 

## Galerie de imagini

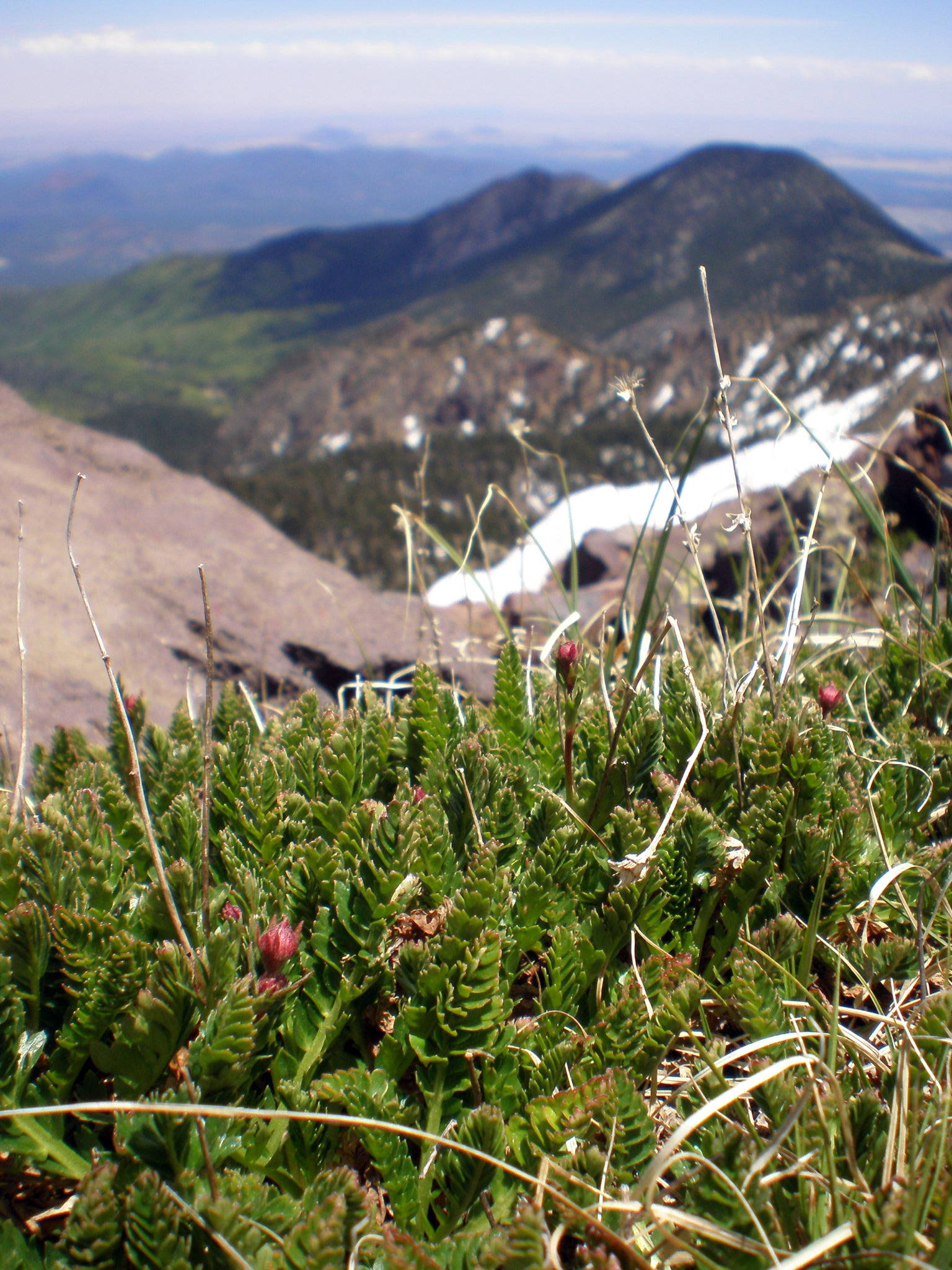
Plante de tundră alpină la peste 3.500 m altitudine — Humphreys Peak
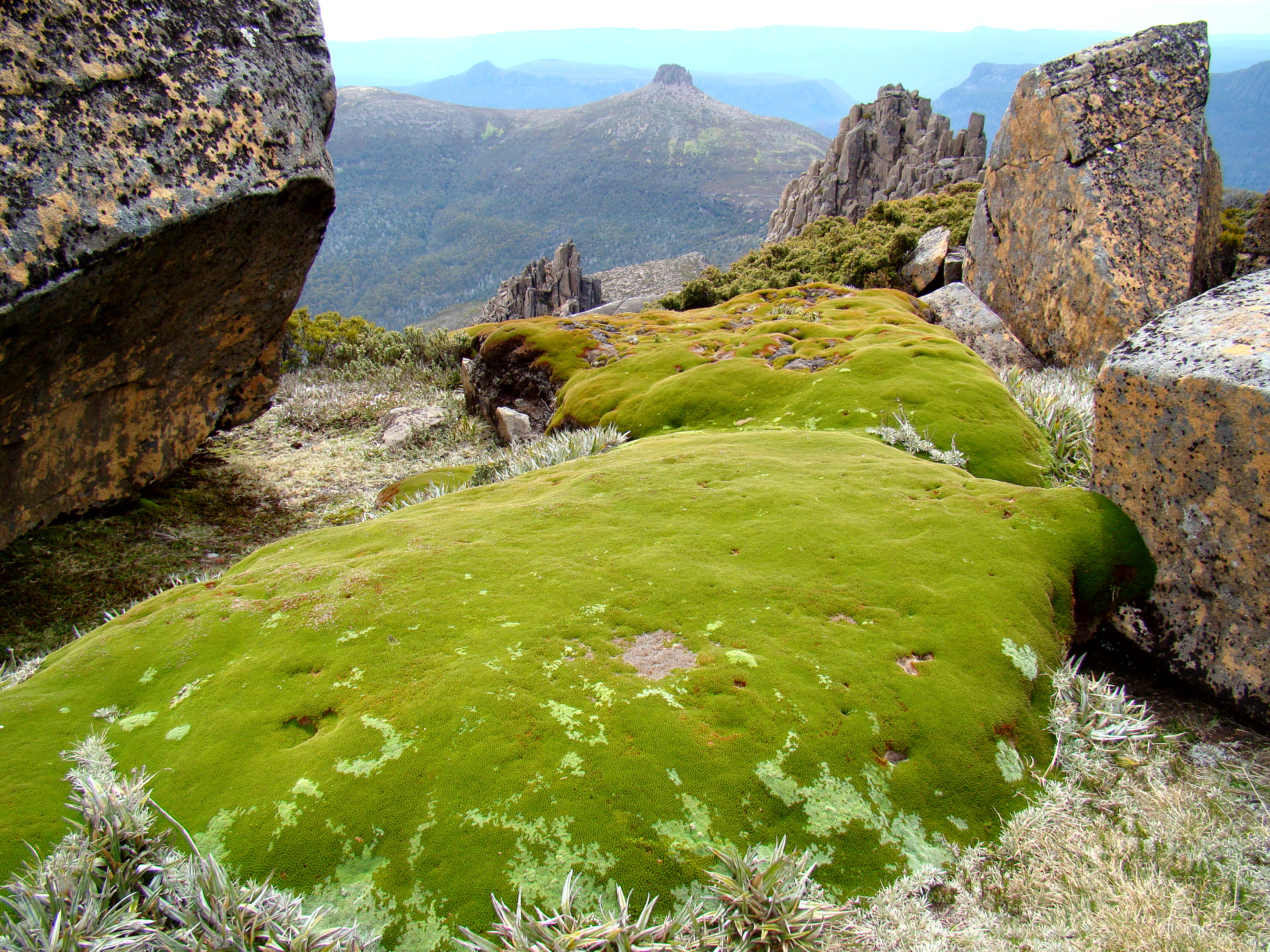
O plantă de tundră alpină (Donatia novae-zelandiae) aflată sub piscul Muntelui Ossa, Tasmania, Australia; altitudine circa 1.600 de metri deasupra nivelului mării
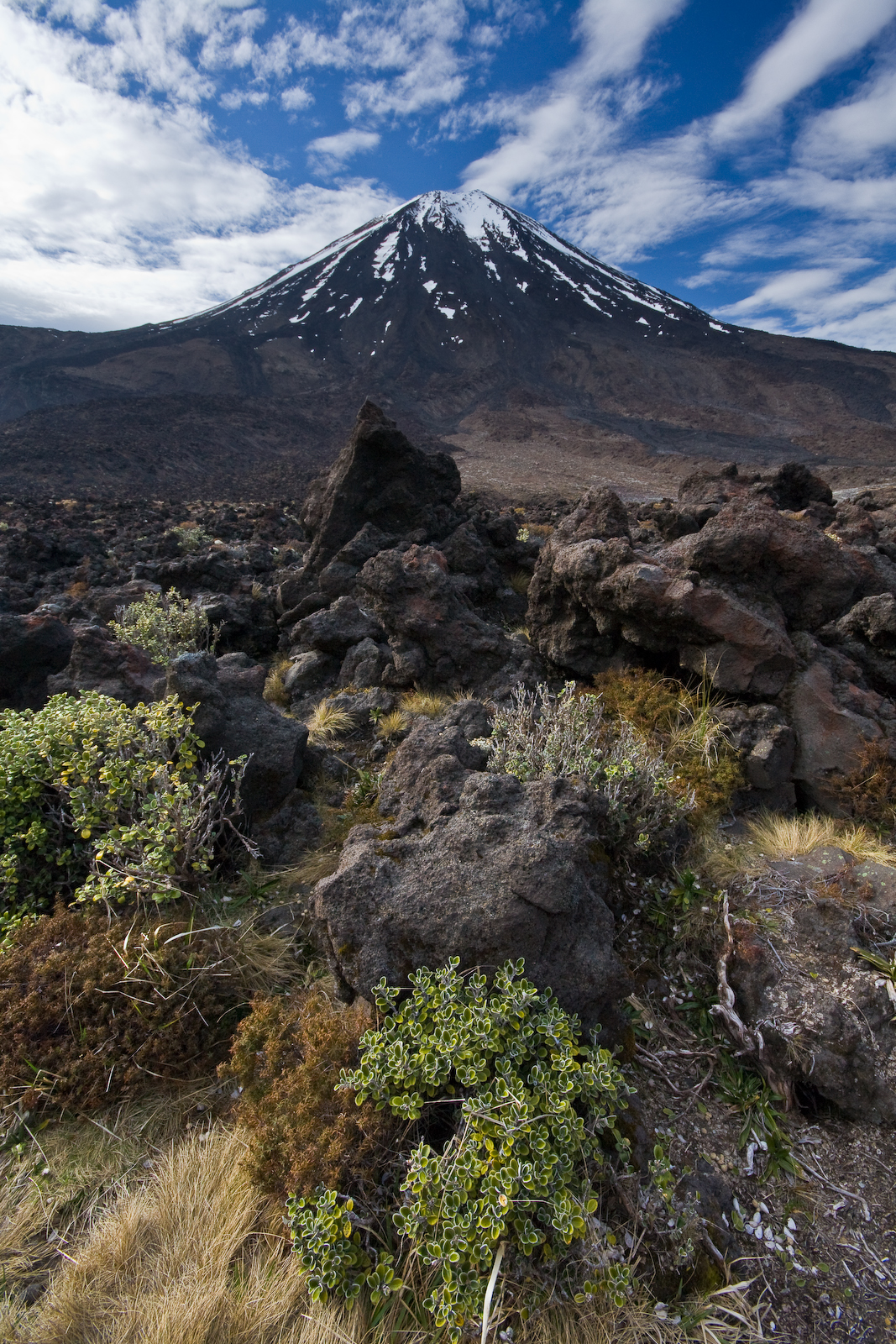
Aspect de tundră alpină din apropierea vârfului vulcanului activ Ngauruhoe din Noua Zeelandă
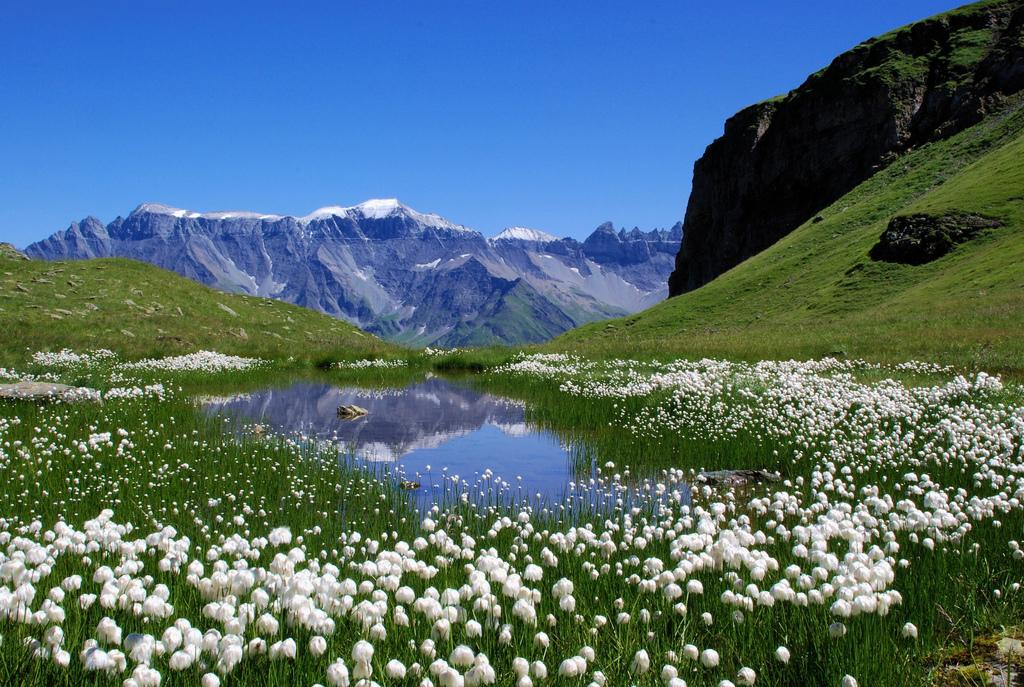
Tundra alpină în Alpi